# 見奈良站
見奈良站（日语：／ Minara eki */?）是位於日本愛媛縣東溫市的鐵路車站，隸屬於伊予鐵道（伊予鐵）。此站是距離東溫市役所最接近的車站，車站編號為IY22。此站啟用時原設於現時位置東北方約100米，1981年因遷就加設愛大醫學部南口站而將車站位置重設於現址。

## 車站結構

### 站房
此站的站房為木造站房，並且分成前、後兩部份。前端為正門、候車大廳及具票務處功能的站務室，大廳內亦設有自動售票機，方便在無人時段時能購買單程票。驗票閘口設有IC卡感應器。後方則主要為洗手間及職員使用區域。
2015年4月24日，在候車大廳中央及左側放置了由日本著名玩具收藏家若藤昌男借出的「鐵甲萬能俠」模型，並且委任為本站站長。藉以宣傳由若藤於附近開設的玩具收藏博物館。

### 月台配置
設有島式月台1座，提供1面2線的配置，是向橫河原站方向前最後一個能進行列車交換的車站。如按一般的15分鐘區間設定，本站是其中一個列車常規交換站。
出入口設於最末端向愛大醫學部南口站方向，同時提供無障礙斜道及樓梯，由站房通過閘口後，先沿平交道橫過下行路軌，再到達月台上落口。有效長度為4輛，全月台均設有上蓋，但大部份等候座椅皆設於靠近出入口的2節車廂位置。月台寬度相對較窄，尤以末端部份最為明顯，總闊度和附近的牛淵站的側式月台相約。
由於兩邊轉轍器均屬右側避線式設計，所有進站列車皆採用右側進站，和一般的島式月台進站方法不同。
| 月台 | 路線      | 方向 | 目的地                        | 備註         |
| ---- | --------- | ---- | ----------------------------- | ------------ |
| 1    | ■横河原線 | 上行 | 松山市、直通■高濱線往高濱方向 | 島式月台外側 |
| 2    | ■横河原線 | 下行 | 横河原方向                    | 靠近站舍     |

## 歷史
- 1938年9月4日：開業。
- 1981年7月20日：車站向南遷移100米，以配合愛大醫學部南口站開業。
- 2015年：

- 4月24日：委任「鐵甲萬能俠」為本站站長。

- 2025年3月18日：伊予鐵內所有郊外鐵道線均可使用ICOCA及全國交通系IC卡[5][6][7]。

## 相鄰車站
伊予鐵道
■ 橫河原線
田窪（IY21）－見奈良（IY22）－愛大醫學部南口（IY23）

## 外部連結
- 伊予鐵道見奈良站公式網頁。 （页面存档备份，存于）